# 헨리크 2세

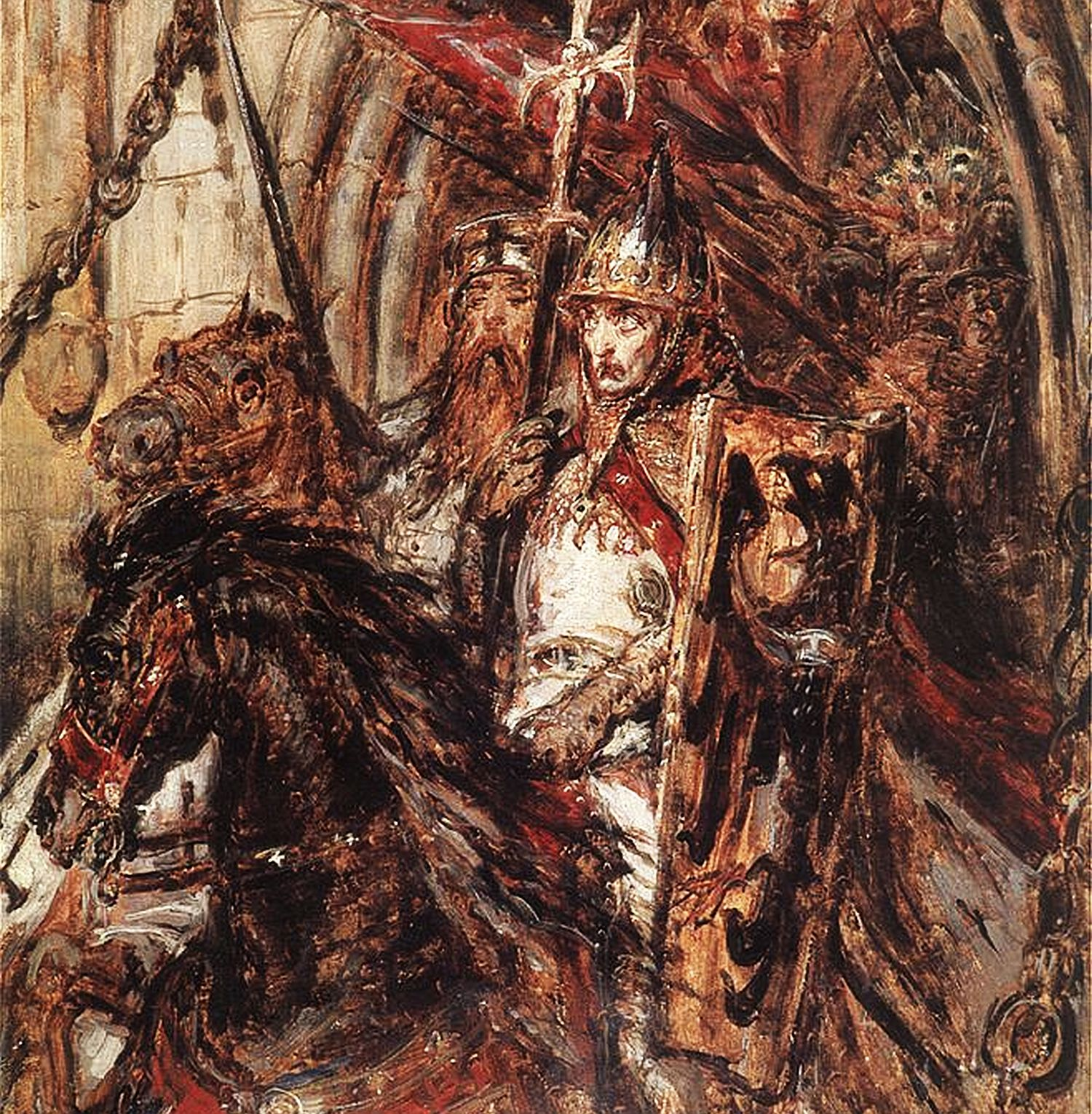
헨리크 2세

헨리크 2세(폴란드어: Henryk II, 1196년경 ~ 1241년 4월 9일)는 폴란드 고공(재위: 1238년 ~ 1241년)이다. 1238년부터 1241년까지 실레시아 공작을 역임했다. 별명은 경건고공(폴란드어: Pobożny 헨리크 2세 포보주니[*]이다.
헨리크 1세 공작과 그의 아내인 실레시아의 헤드비지스 사이에서 태어났다. 1238년부터 1239년까지는 산도미에시 공작, 오폴레-라치부시 공작의 섭정을 역임했다. 1241년 레그니차 전투에서 몽골 제국 군대의 공격을 받고 전사했다.

## 같이 보기
- 피아스트 왕조